# Olga Zawjałowa
Olga Wiktorowna Zawjałowa z d. Korniejewa (ros. Ольга Викторовна Завьялова z d. Корнеева, ur. 24 sierpnia 1972 w Leningradzie) – rosyjska biegaczka narciarska, sześciokrotna medalistka mistrzostw świata.

## Kariera
W 1991 roku wystąpiła na mistrzostwach świata juniorów w Reit im Winkl, gdzie zdobyła srebrny medal w sztafecie, a w biegu na 15 km zajęła dwunaste miejsce. Na rozgrywanych rok później mistrzostwach świata juniorów w Vuokatti zwyciężyła na dystansie 15 km stylem dowolnym, a w biegu na 5 km klasykiem zajęła 22. miejsce.
Jej olimpijskim debiutem były igrzyska w Salt Lake City w 2002 roku. W swoim najlepszym starcie, w biegu na 15 km techniką dowolną zajęła 11. miejsce. Cztery lata później, podczas igrzysk olimpijskich w Turynie jej najlepszym wynikiem było siódme miejsce w biegu łączonym na 15 km. Na tym samym dystansie zajęła 12. miejsce na igrzyskach olimpijskich w Vancouver w 2010 roku. Wraz z koleżankami z reprezentacji zajęła także siódme miejsce w sztafecie 4 × 5 km.
W 1993 roku wystartowała na mistrzostwach świata w Falun zajmując 18. miejsce w biegu na 5 km stylem klasycznym oraz 16. miejsce w biegu łączonym na 15 km. Na mistrzostwach świata w Thunder Bay w tych samych konkurencjach zajęła odpowiednio 27. i 9. miejsce. Jej kolejnymi mistrzostwami były mistrzostwa świata w Lahti w 2001 roku, gdzie zajęła 10. miejsce w biegu na 10 km techniką klasyczną. Mistrzostwa świata w Val di Fiemme w 2003 roku były najlepszymi w jej karierze. Zdobyła tam złoty medal w biegu na 30 km stylem dowolnym, a w biegu łączonym na 10 km oraz w biegu na 15 km techniką klasyczną wywalczyła brązowe medale. Ponadto wspólnie z Natalją Korostielową, Jeleną Buruchiną i Niną Gawriluk wywalczyła kolejny brązowy medal, tym razem w sztafecie. Dwa lata później, podczas mistrzostw świata w Oberstdorfie jej najlepszym wynikiem było szóste miejsce w biegu na 10 km techniką dowolną. Kolejne dwa medale zdobyła na mistrzostwach świata w Sapporo. Została tam mistrzynią świata w biegu łączonym na 15 km, a w biegu na 10 km stylem dowolnym zdobyła srebrny medal, ulegając jedynie Czeszce Kateřinie Neumannovej. Startowała także na mistrzostwach w Libercu w 2009 roku, jednak w swoim najlepszym starcie, na dystansie 30 km zajęła zaledwie 13. miejsce.
Najlepsze wyniki w Pucharu Świata osiągnęła w sezonach 1994/1995 i 2000/2001, kiedy to zajmowała piąte miejsce w klasyfikacji generalnej. Ponadto Zawjałowa była dwukrotnie mistrzynią Rosji: w 2006 roku w biegu na 30 km oraz w 2007 roku w biegu łączonym na 15 km.

## Osiągnięcia

### Igrzyska olimpijskie
| Miejsce | Dzień     | Rok  | Miejscowość    | Konkurencja             | Czas biegu | Strata  | Zwyciężczyni        |
| ------- | --------- | ---- | -------------- | ----------------------- | ---------- | ------- | ------------------- |
| 11.     | 9 lutego  | 2002 | Salt Lake City | 15 km stylem dowolnym   | 39:54,4    | +58,9   | Stefania Belmondo   |
| 19.     | 24 lutego | 2002 | Salt Lake City | 30 km stylem klasycznym | 1:30:57,1  | +6:50,3 | Gabriella Paruzzi   |
| 7.      | 12 lutego | 2006 | Turyn          | 15 km łączony           | 43:25,6    | +35,0   | Kristina Šmigun     |
| 24.     | 16 lutego | 2006 | Turyn          | 10 km stylem klasycznym | 27:51,4    | +2:06,2 | Kristina Šmigun     |
| 9.      | 24 lutego | 2006 | Turyn          | 30 km stylem dowolnym   | 1:22:25,4  | +1:03,1 | Kateřina Neumannová |
| 12.     | 15 lutego | 2010 | Vancouver      | 10 km stylem dowolnym   | 24:58,4    | +59,3   | Charlotte Kalla     |
| 12.     | 19 lutego | 2010 | Vancouver      | 2 × 7,5 km łączony      | 39:58,1    | +1:40,2 | Marit Bjørgen       |
| 7.      | 25 lutego | 2010 | Vancouver      | Sztafeta 4 × 5 km       | 55:19,5    | +1:41,4 | Norwegia            |
| 22.     | 27 lutego | 2010 | Vancouver      | 30 km stylem klasycznym | 1:30:33,7  | +4:12,6 | Justyna Kowalczyk   |

### Mistrzostwa świata
| Miejsce | Dzień     | Rok  | Miejscowość   | Konkurencja                                 | Czas biegu | Strata  | Zwyciężczyni        |
| ------- | --------- | ---- | ------------- | ------------------------------------------- | ---------- | ------- | ------------------- |
| 18.     | 21 lutego | 1993 | Falun         | 5 km stylem klasycznym                      | 14:07,6    | +45,1   | Łarisa Łazutina     |
| 16.     | 23 lutego | 1993 | Falun         | 5+10 km pościgowy                           | 40:19,0    | +1:54,3 | Stefania Belmondo   |
| 27.     | 12 marca  | 1995 | Thunder Bay   | 5 km stylem klasycznym                      | 15:23,7    | +1:30,7 | Łarisa Łazutina     |
| 9.      | 14 marca  | 1995 | Thunder Bay   | 5+10 km pościgowy                           | 43:19,6    | +2:04,9 | Łarisa Łazutina     |
| 10.     | 20 lutego | 2001 | Lahti         | 10 km st. klasycznym                        | 29:13,5    | +1:30,1 | Bente Skari         |
| 3.      | 18 lutego | 2003 | Val di Fiemme | 15 km stylem klasycznym                     | 39:40,9    | +55,8   | Bente Skari         |
| 5.      | 20 lutego | 2003 | Val di Fiemme | 10 km stylem klasycznym                     | 25:47,0    | +1:09,7 | Bente Skari         |
| 3.      | 22 lutego | 2003 | Val di Fiemme | 10 km łączony                               | 26:38,4    | +0,6    | Kristina Šmigun     |
| 3.      | 24 lutego | 2003 | Val di Fiemme | Sztafeta 4 × 5 km                           | 50:54,7    | +1:11,6 | Niemcy              |
| 1.      | 28 lutego | 2003 | Val di Fiemme | 30 km stylem dowolnym                       | 1:14:29,8  | -       | -                   |
| 6.      | 17 lutego | 2005 | Oberstdorf    | 10 km stylem dowolnym                       | 26:27,6    | +32,7   | Kateřina Neumannová |
| 17.     | 19 lutego | 2005 | Oberstdorf    | 2 × 7,5 km bieg łączony                     | 42:16,8    | +2:06,3 | Julija Czepałowa    |
| 32.     | 22 lutego | 2005 | Oberstdorf    | Sprint stylem klasycznym                    | 2:15,5     | -       | Emelie Öhrstig      |
| 9.      | 26 lutego | 2005 | Oberstdorf    | 30 km stylem klasycznym                     | 1:27:05,8  | +1:19,5 | Marit Bjørgen       |
| 1.      | 25 lutego | 2007 | Sapporo       | 2 × 7,5 km bieg łączony                     | 41:27,5    | -       | -                   |
| 2.      | 27 lutego | 2007 | Sapporo       | 10 km stylem dowolnym                       | 23:58,4    | +26,5   | Kateřina Neumannová |
| 7.      | 21 lutego | 2007 | Sapporo       | Sztafeta 4 × 5 km                           | 54:18,6    | +1:20,6 | Finlandia           |
| 8.      | 3 marca   | 2007 | Sapporo       | 30 km stylem klasycznym ze startu wspólnego | 1:29:47,1  | +3:07,0 | Virpi Kuitunen      |
| 33.     | 21 lutego | 2009 | Liberec       | 2 × 7,5 km bieg łączony                     | 40:55,3    | +3:09,5 | Justyna Kowalczyk   |
| 13.     | 28 lutego | 2009 | Liberec       | 30 km stylem dowolnym                       | 1:16:10,6  | +2:58,4 | Justyna Kowalczyk   |

### Mistrzostwa świata juniorów
| Miejsce | Dzień    | Rok  | Miejscowość   | Konkurs                | Wynik   | Strata  | Zwyciężczyni        |
| ------- | -------- | ---- | ------------- | ---------------------- | ------- | ------- | ------------------- |
| 27.     | 6 marca  | 1991 | Reit im Winkl | 5 km stylem klasycznym | 15:08,2 | +1:25,5 | Siri Halle          |
| 12.     | 8 marca  | 1991 | Reit im Winkl | 15 km stylem dowolnym  | 45:01,7 | +2:26,3 | Gabriele Heß        |
| 2.      | 10 marca | 1991 | Reit im Winkl | Sztafeta 4 × 5 km      | 57:59,7 | +8,7    | Norwegia            |
| 22.     | 18 marca | 1992 | Vuokatti      | 5 km stylem klasycznym | 14:39,3 | +1:10,4 | Kateřina Neumannová |
| 1.      | 22 marca | 1992 | Vuokatti      | 15 km stylem dowolnym  | 38:31,6 | -       | -                   |

### Puchar Świata

#### Miejsca w klasyfikacji generalnej
- sezon 1992/1993: 23.
- sezon 1993/1994: 24.
- sezon 1994/1995: 5.
- sezon 1995/1996: 11.
- sezon 1996/1997: 23.
- sezon 1997/1998: 25.
- sezon 1999/2000: 11.
- sezon 2000/2001: 5.
- sezon 2001/2002: 12.
- sezon 2002/2003: 11.
- sezon 2003/2004: 8.
- sezon 2004/2005: 30.
- sezon 2005/2006: 38.
- sezon 2006/2007: 12.
- sezon 2008/2009: 35.
- sezon 2009/2010: 11.
- sezon 2010/2011: 76.

#### Miejsca na podium
| Nr  | Dzień        | Rok  | Miejscowość   | Konkurencja           | Czas biegu | Strata  | Miejsce | Zwycięzca         |
| --- | ------------ | ---- | ------------- | --------------------- | ---------- | ------- | ------- | ----------------- |
| 1.  | 17 grudnia   | 1994 | Sappada       | 15 km st. dowolnym    | 41:24,5    | +41,4   | 2       | Jelena Välbe      |
| 2.  | 20 grudnia   | 1994 | Sappada       | 5 km st. dowolnym     | 14:06,1    | +11,0   | 3       | Nina Gawriluk     |
| 3.  | 10 marca     | 2001 | Oslo          | 30 km st. klasycznym  | 1:30:26,4  | +2:36,0 | 3       | Łarisa Łazutina   |
| 4.  | 17 marca     | 2001 | Falun         | 10 km st. dowolnym    | 25:51,1    | +28,5   | 3       | Julija Czepałowa  |
| 5.  | 24 marca     | 2001 | Kuopio        | 40 km st. dowolnym    | 1:49:35,8  | +1,0    | 2       | Julija Czepałowa  |
| 6.  | 15 lutego    | 2003 | Asiago        | 5 km st. klasycznym   | 13:43,4    | +26,7   | 3       | Bente Skari       |
| 7.  | 16 marca     | 2003 | Lahti         | 10 km st. dowolnym    | 26:17,8    | +0,9    | 2       | Gabriella Paruzzi |
| 8.  | 22 marca     | 2003 | Falun         | 10 km biegu łączonego | 32:38,6    | +8,4    | 3       | Bente Skari       |
| 9.  | 29 listopada | 2003 | Ruka          | 15 km biegu łączonego | 43:40,4    | +22,3   | 2       | Kristina Šmigun   |
| 10. | 14 lutego    | 2004 | Oberstdorf    | 15 km biegu łączonego | 41:53,2    | +8,0    | 3       | Julija Czepałowa  |
| 11. | 7 marca      | 2004 | Lahti         | 10 km st. klasycznym  | 29:08,5    | +9,1    | 3       | Virpi Kuitunen    |
| 12. | 12 lutego    | 2005 | Reit im Winkl | 10 km st. dowolnym    | 25:36,0    | -       | 1       | -                 |
| 13. | 3 lutego     | 2007 | Davos         | 10 km st. dowolnym    | 24:52,3    | +11,9   | 2       | Virpi Kuitunen    |
| 14. | 11 marca     | 2007 | Lahti         | 10 km st. klasycznym  | 28:57,4    | +26,7   | 2       | Kristina Šmigun   |